# Богатырь (хребет)
Богатырь (яп. 単冠山, Hitokappu-san) — хребет в южной части острова Итуруп (Курильские острова, Россия). Высочайшая вершина хребта — вулкан Стокап (1634 м), который одновременно является высочайшей точкой острова.

## Краткие сведения
Хребет состоит из цепочки небольших конусов и кратеров эпохи позднего плейстоцена и голоцена, ориентированной по линии «северо-восток — юго-запад», и большого стратовулкана Стокап в юго-западной части хребта. Базальтово-андезитовый вулкан Стокап увенчан группой из 8-10 конусов и кратеров, в самом большом из которых есть озеро. Основу вулканической цепи составляют породы верхнего плейстоцена. Обледенелые склоны покрыты потоками лавы от вулкана Стокап, которые достигают и Тихого океана, и Охотского моря.
Хребет Богатырь состоит из вулканической породы четвертичного периода, длиной 20-25 км и шириной 15 км.